# 3503 Brandt
A 3503 Brandt (ideiglenes jelöléssel 1981 EF17) a Naprendszer kisbolygóövében található aszteroida. Schelte J. Bus fedezte fel 1981. március 1-én.